# Austria en los Juegos Paralímpicos de Salt Lake City 2002
Austria estuvo representada en los Juegos Paralímpicos de Salt Lake City 2002 por un total de 22 deportistas, 18 hombres y cuatro mujeres.

## Medallistas
El equipo paralímpico austríaco obtuvo las siguientes medallas:
| Nombre               | Deporte        | Evento                                 |
| -------------------- | -------------- | -------------------------------------- |
| Oro                  |                |                                        |
| Danja Haslacher      | Esquí alpino   | Descenso LW2 femenino                  |
| Danja Haslacher      | Esquí alpino   | Eslalon LW2 femenino                   |
| Danja Haslacher      | Esquí alpino   | Eslalon gigante LW2 femenino           |
| Gabriele Huemer      | Esquí alpino   | Eslalon B2-3 femenino                  |
| Harald Eder          | Esquí alpino   | Descenso LW11 masculino                |
| Harald Eder          | Esquí alpino   | Eslalon gigante LW11 masculino         |
| Hubert Mandl         | Esquí alpino   | Eslalon LW4 masculino                  |
| Wolfgang Moosbrugger | Esquí alpino   | Eslalon LW6/8 masculino                |
| Hubert Mandl         | Esquí alpino   | Supergigante LW4 masculino             |
| Plata                |                |                                        |
| Oliver Anthofer      | Biatlón        | 7,5 km silla de esquí masculino        |
| Gabriele Huemer      | Esquí alpino   | Supergigante B2-3 femenino             |
| Arno Hirschbühl      | Esquí alpino   | Descenso LW3,5/7,9 masculino           |
| Arno Hirschbühl      | Esquí alpino   | Eslalon LW3,5/7,9 masculino            |
| Jürgen Egle          | Esquí alpino   | Eslalon LW11 masculino                 |
| Jürgen Egle          | Esquí alpino   | Eslalon gigante LW11 masculino         |
| Andreas Schiestl     | Esquí alpino   | Descenso LW11 masculino                |
| Andreas Schiestl     | Esquí alpino   | Supergigante LW11 masculino            |
| Josef Schösswendter  | Esquí alpino   | Supergigante LW4 masculino             |
| Oliver Anthofer      | Esquí de fondo | 5 km silla de esquí LW11 masculino     |
| Bronce               |                |                                        |
| Gabriele Huemer      | Esquí alpino   | Descenso B2-3 femenino                 |
| Nicola Lechner       | Esquí alpino   | Eslalon gigante LW2 femenino           |
| Arno Hirschbühl      | Esquí alpino   | Eslalon gigante LW3,5/7,9 masculino    |
| Arno Hirschbühl      | Esquí alpino   | Supergigante LW3,5/7,9 masculino       |
| Martin Falch         | Esquí alpino   | Eslalon LW4 masculino                  |
| Harald Eder          | Esquí alpino   | Eslalon LW11 masculino                 |
| Robert Meusburger    | Esquí alpino   | Eslalon gigante LW4 masculino          |
| Andreas Schiestl     | Esquí alpino   | Eslalon gigante LW11 masculino         |
| Wolfgang Moosbrugger | Esquí alpino   | Supergigante LW6/8 masculino           |
| Oliver Anthofer      | Esquí de fondo | 15 km silla de esquí LW10-12 masculino |